# دارسي شورت
دارسي شورت (9 أغسطس 1990 في أستراليا - ) (بالإنجليزية: D'Arcy Short)‏ هو لاعب كريكت أسترالي. شارك مع منتخب أستراليا الوطني للكريكت. أما مع النوادي، فقد لعب مع راجستان رويالز وفريق غرب أستراليا للكريكت ‏ وHobart Hurricanes ‏.

## وصلات خارجية
- دارسي شورت على موقع إي آس بي آن كريك إنفو (الإنجليزية)